# Carlos Mortensen
Carlos Mortensen, född 13 april 1972 i Ambato, Ecuador, är en pokerspelare från Ecuador, vinnare av huvudevenemanget ($10 000 inköp No limit Texas Hold'em) i 2001 års World Series of Poker. Mortenson är känd för sin lösa spelstil, sina bluffar och sitt intressanta sätt att stapla spelmarkerna.